# Novyj Urengoj
Novyj Urengoj (ryska Но́вый Уренго́й) är den största staden i det autonoma okruget Jamalo-Nentsien, som tillhör Tiumen oblast i Ryssland. Folkmängden uppgick till 115 092 invånare i början av 2015.

## Administrativt område
Novyj Urengoj administrerade tidigare områden utanför själva centralorten. 
| Stad/Ort      | Invånarantal 9 oktober 2002 | Invånarantal 14 oktober 2010 |
| ------------- | --------------------------- | ---------------------------- |
| Novyj Urengoj | 94 456                      | 104 107                      |
| Korottjajevo  | 6 998                       | Ingen uppgift                |
| Limbjajacha   | 2 815                       | Ingen uppgift                |
| TOTALT        | 104 269                     | 104 107                      |

Korottjajevo och Limbjajacha är sedan 2004 sammanslagna med centrala Novyj Urengoj. 